# دلی‌چوبان
دلی‌چوبان (به لاتین: Delichoban) یک منطقهٔ مسکونی در روسیه است که در داغستان واقع شده‌است.